# Yang Xiuzhu
Yang Xiuzhu (chinois simplifié : 杨秀珠 ; pinyin : Yáng Xiùzhū), née le 15 septembre 1946, est une ancienne femme politique chinoise. Elle a occupé les postes de directeur adjoint du département de construction du Zhejiang et adjoint au maire de Wenzhou. Après sa mise en cause pour corruption en avril 2003, Yang a échappé aux autorités chinoises et a fui à l'étranger. Réfugiée en 2014 aux États-Unis, elle rejoint la Chine en novembre 2016 pour se rendre.

## Biographie
Yang Xiuzhu est née à Wenzhou, dans la province du Zhejiang, le 15 septembre 1946. Elle a participé à la Révolution culturelle chinoise (1966-1976).
Alors que Yang Xiuzhu était directrice adjointe du département des constructions du Zhejiang, elle s’est enfuie à l’étranger en avril 2003 après des accusations de corruption. Elle a séjourné dans plusieurs pays, puis elle a rejoint les États-Unis en mai 2014. Dans le cadre de coopération entre les autorités chinoise et américaine pour lutter contre la corruption, les représentants Chinois ont obtenu que Yang Xiuzhu rentre volontairement en Chine pour se livrer à la justice.
Selon le New York Times, Yang Xiuzhu aurait acheté, en 1996, un immeuble de cinq étages dans la West 29th Street de Manhattan.
Selon l'hebdomadaire américain Bloomberg, Yang Xiuzhu a été arrêtée en mai 2005 aux Pays-Bas, mais après le refus du statut d'asile politique, elle a quitté ce pays avant qu'elle ne puisse être expulsée vers la Chine.
Le 16 novembre 2016, Yang a été déportée vers la Chine et s'est rendue aux autorités chinoises. Elle a été décrite par plusieurs médias comme la fugitive la plus recherchée de Chine. Elle a été en tête de la liste publiée par Interpol des 100 fugitifs les plus recherchés par les autorités chinoises. Yang Xiuzhu est la 37ème fugitive à rentrer volontairement en Chine.
Le porte-parole du ministère chinois des Affaires étrangères Geng Shuang indique :  « La Chine apprécie l'aide des États-Unis et des autres pays impliqués dans cette affaire ».